# Moto Perpétuo (álbum)
Moto Perpétuo é o álbum de estreia e único disco da banda brasileira homônima, com gravações realizadas nos meses de setembro e outubro de 1974 no Estúdio Sonima, em São Paulo, e lançado em 11 de novembro de 1974 pela gravadora GEL, através do selo Continental. O disco é conhecido por ser o primeiro trabalho em estúdio de Guilherme Arantes, que desenvolveria prolífica carreira solo de grande sucesso nos anos seguintes. Além disso, após sucessivos relançamentos nas décadas seguintes, este álbum tornou-se um clássico cult.

## Gravação, produção e lançamento
Após a formação da banda, chamam a atenção de Moracy do Val - produtor do álbum de estreia do grupo paulista Secos & Molhados - que passa a promover a banda. O jornalista e produtor musical consegue um contrato para a gravação de um álbum de estúdio com a gravadora GEL, a mesma da banda de Ney Matogrosso, João Ricardo e Gérson Conrad. Entretanto, o produtor começa a passar por dificuldades com a dissolução da banda que o tornou famoso e fica cada vez menos no estúdio, com Pena Schmidt assumindo grande parte das obrigações de produção. Assim, nos meses de setembro e outubro de 1974 o grupo grava seu disco, no Estúdio Sonima, em São Paulo. Os desenhos da capa e as fotos ficam por conta de um amigo do grupo, Marcos A. Campacci. O álbum é lançado no dia 11 de novembro de 1974, com uma apresentação no Theatro Treze de Maio, pelo selo Continental.

## Relançamentos
O álbum foi relançado diversas vezes nos anos seguintes. Em 1977, recebeu um relançamento em LP e fita cassete pelo selo Phonodisc, também de propriedade da GEL, como parte da série Rock Brasil Anos 70. Em 1989, novamente o disco é relançado em LP e fita cassete. Em 2002, como parte da série Arquivos Warner - comandada por Charles Gavin, o trabalho recebe seu primeiro lançamento em CD. Finalmente, em 2017, o álbum é relançado novamente em CD.

## Legado
O trabalho é conhecido como o primeiro trabalho do cantor, compositor e pianista Guilherme Arantes que viria a desenvolver uma carreira solo de sucesso a partir de 1976 em uma linha mais popular do que a deste disco. Além disso, com os sucessivos relançamentos do álbum, o disco tornou-se um clássico cult.

## Faixas
Todas as faixas escritas e compostas por Guilherme Arantes, exceto onde indicado. 
| Lado A |                  |                |         |  |
| N.º    | Título           | Compositor(es) | Duração |  |
| 1.     | "Mal o Sol"      |                | 2:48    |  |
| 2.     | "Conto Contigo"  |                | 2:54    |  |
| 3.     | "Verde Vertente" |                | 3:16    |  |
| 4.     | "Matinal"        |                | 4:32    |  |
| 5.     | "Três e Eu"      | Claudio Lucci  | 5:18    |  |

| Lado B         |                        |                |         |  |
| N.º            | Título                 | Compositor(es) | Duração |  |
| 1.             | "Não Reclamo da Chuva" |                | 2:30    |  |
| 2.             | "Duas"                 |                | 2:16    |  |
| 3.             | "Sobe"                 |                | 3:17    |  |
| 4.             | "Seguir Viagem"        | Claudio Lucci  | 1:38    |  |
| 5.             | "Os Jardins"           |                | 3:00    |  |
| 6.             | "Turba"                |                | 5:50    |  |
| Duração total: | Duração total:         | Duração total: | 37:19   |  |

## Créditos
Créditos dados pelo Discogs e IMMUB.

### Músicos
- Guilherme Arantes: piano e vocais
- Egídio Conde: guitarra solo e vocais
- Cláudio Lucci: violões, violoncelo, guitarra e vocais
- Gerson Tatini: baixo e vocais
- Diógenes Burani: bateria, percussão e vocais

### Ficha técnica
- Direção de produção: Moracy do Val
- Coordenação de produção: Julio Nagib
- Assistente de produção: Flávio Ferrari
- Arranjos: Moto Perpétuo
- Supervisão de som: Pena Schmidt
- Técnicos de som: Francisco Luiz Russo e Carlos A. Dutweller
- Mixagem: Pena Schimidt e Francisco Luiz Russo
- Produção gráfica: Oscar Paolillo
- Arte da capa e fotos: Marcos A. Campacci